# Csák György
Csák György (Budapest, 1956. május 2. –) magyar színész, rendező, író.

## Életpálya
1978-ban a Színház- és Filmművészeti Főiskolán Vámos László osztályában  színészként diplomázott. Először a szolnoki Szigligeti Színházhoz szerződött. 1982-ben a Nemzeti Színház tagja lett. Az Arany János Színház szerződtette 1989-ben. 1993-tól a Trambulin Színház tagja, a társulat vezetője. Gyermekdarabokat ír, átdolgoz, rendezéssel és versírással is foglalkozik.

## Fontosabb színházi szerepei
- A fiú (Spiró György: Esti műsor)
- Faulconbridge Robert (Friedrich Dürrenmatt: János király)
- Fiatal regős (Szörényi Levente – Bródy János: István, a király)
- Marokkó hercege (William Shakespeare: A velencei kalmár)
- Bíboros; Dávid (William Shakespeare: IV. Henrik)
- Sir Thomas Grey (William Shakespeare: V. Henrik)
- Samuka (Csokonai Vitéz Mihály: Karnyóné szerelme)
- Kóconkóc (Éless Béla: Kóconkóc)
- 3. népbeli; 4. polgár; Tanítvány; 1. tanuló; Eszkimó (Madách Imre: Az ember tragédiája)
- bebők, gurigás nyomorék (Gosztonyi János: A festett király)
- George, félvér munkás Wilsonnál (Harriet Beecher Stowe: Tamás bátya kunyhója)
- Paprika Jancsi (Weöres Sándor: Holdbéli csónakos)
- Brighella (Carlo Goldoni: Két úr szolgája)
- Androgyno; Utcai énekes (Benjamin Jonson: Volpone)
- Hrapugina férje (Borisz Leonyidovics Paszternak: Doktor Zsivago)
- Dani kacsa (Csukás István – Darvas Ferenc: Ágacska)
- Marci, bátor medvebocs (Gyárfás Endre: Dörmögőék csodajátéka)
- Peti, kukta, majd állítólag selyemszövő mester (Hans Christian Andersen – Keleti István: Pacsuli palota)
- Argante (Molière: Scapin furfangjai)
- Tüske papa (Csák György: Te hányas cipőt hordasz?)
- Sancho (Mitch Leigh – Dale Wasserman – Joe Darion: La Mancha lovagja) (Szolnok Szigligeti Színház, 1979) (vendégjáték: Komáromi Jókai Színház)
- Tücsök (Carlo Collodi – Csák György: Pinokkió története)
- Papagénó (Wolfgang Amadeus Mozart – Emanuel Schikaneder – Csák György – Csák Péter: Varázsfuvola)
- Teknős (Jean de La Fontaine – Mark Hollander: A teknős és nyúl versenyfutása)
- szereplő (Tor Åge Bringsvaerd – Papadimitriu Grigorisz – Cziráki Judit – Lóránt Krisztina: A hatalmas Színrabló) (A Raiffeisen Mesekastély a Merlinben)
- Chico Marx (Christopher Hampton: Hollywoodi mesék)  (Budaörsi Latinovits Színház)
- Jocka papa (Tuvia Tenenbom: Európa utolsó zsidója)  (Tűzraktér; New York-i Zsidó Színház, a Radikális Szabadidő Színház és a Salto Mor(t)ale társulat közös előadása)
- Csősz (Eörsi István: Fogadás) (Éless-Szín)
- Tüske papa (Csák György: Tüskepapa májusol)
- szereplő (Orosz népmese: Vajaspánkó)
- szereplő (Svejk.hu) (A Radikális Szabadidő Színház és a Trambulin Színház koprodukciója)
- Popo király (Georg Büchner: Leonce és Léna) (Radikális Szabadidő Színház)
- Paleo Farkas  (EDD! konferencia)
- Ebenezer Scrooge (Charles Dickens: Karácsonyi ének) (Apolló Színház)

## Filmek, tv
- Scapin furfangjai (1976)
- Cigánykerék (1976)
- Sir John Falstaff (1977)
- Egy erkölcsös éjszaka (1977)
- A közös bűn (1978)
- Áramütés (1979)
- Gombó kinn van (1979)
- Névtelen hösök  (Zenés TV színház) (1982)
- Vőlegény (1982)
- Három kövér (1983)
- Csodatopán (1984)
- Az ördögmagiszter (1985)
- Skatulyácska királykisasszony (1985)
- Rózsaszín sorozat (1986)
- Szereposztás (sorozat) Georgina című rész (1991) A válogatás című rész (1991)
- A Brooklyni testvér (1995)
- Szomszédok (sorozat) 17. rész (1987) 227. rész (1996)
- Séta (1999)
- Lehallgatás (2015)

## Művei
- Manóolimpia (író) (Trambulin Színház)
- Krampuszcirkusz (író) (Trambulin Színház)
- Varázsital (Trambulin Színház)
- Az elveszett krampuszok (író) (Trambulin Színház)
- Pinokkió története (író) (Trambulin Színház)
- Cirmos hazatér (író) (Trambulin Színház)
- Varázsfuvola (író) (Lurdy Színpad)
- A tücsök és a hangyák (író) (Trambulin Színház)
- Óz, a hatalmas varázsló (író) (Trambulin Színház)
- Kótyomfitty d'albuma (író) (Trambulin Színház)
- Mese Pupajáról, aki felfalja a világot (író) (Trambulin Színház)
- Az ember tragédiája (író) (Trambulin Színház)
- Boszorkányos tivornya (író) (Trambulin Színház)
- Basa Pista pórul jár (író) (Trambulin Színház)
- Nénje bolond meséi (író) (Trambulin Színház)
- György lovag és a sárkány (író) (Trambulin Színház)
- Prospero könyvtára (író) (Radikális Szabadidő Színház)
- Vajaspánkó (versek) (Trambulin Színház)
- A kiskakas gyémánt félkrajcárja (szerző) (Trambulin Színház)
- Az aranyhal meséje (átdolgozta) (Trambulin Színház)
- Hófehérke és a hétszínű törpék (átdolgozta) (Trambulin Színház)

## Rendezései
- Veszedelmes levelek  (Trambulin Színház)
- Varázsfuvola (Lurdy Színpad)
- Egyszer egy királyfi... (Trambulin Színház)
- Babszem Janka (Trambulin Színház)
- Vajaspánkó (Trambulin Színház)
- Svejk.hu  (A Radikális Szabadidő Színház és a Trambulin Színház koprodukciója)
- EDD! konferencia